# Diocèse de Juneau
Le diocèse de Juneau (en latin : dioecesis Junellensis ; en anglais : diocese of Juneau) était une circonscription ecclésiastique de l'Église catholique aux États-Unis jusqu'en 2020. Érigé en 1951, il couvrait une partie de l'Alaska. Suffragant de l'archidiocèse d'Anchorage, et relevait de la Région XII

## Territoire
Le diocèse couvrait les municipalités de Juneau et de Sitka et une partie de celle de Yakutat ainsi que les boroughs de Haines, Skagway-Hoonah-Angoon, Wrangell-Petersburg, Prince of Wales - Outer Ketchikan et Ketchikan Gateway.

## Histoire
Le diocèse est érigé le 23 juin 1951, par la constitution apostolique Evangelii Praeconum du pape Pie XII, par détachement du vicariat apostolique d'Alaska.
Le 19 mai 2020, le pape François fusionne le diocèse avec l'archidiocèse d'Anchorage. Mgr Bellisario, évêque de Juneau et administrateur apostolique d'Anchorage (sede vacante), devient archevêque d'Anchorage-Juneau.

## Évêques
- 9 juillet 1951 - 19 juin 1968 : Robert O'Flanagan (Robert Dermot O'Flanagan)[3]
- 19 juin 1968 - 20 juillet 1971 : vacant
- 20 juillet 1971 - 4 mai 1976 : Francis Hurley (Francis Thomas Hurley)[4], nommé archevêque d'Anchorage
- 4 mai 1976 - 22 mars 1979 : vacant
- 22 mars 1979 - † 19 février 1995 : Michael Kenny (Michael Hughes Kenny)[5]
- 19 novembre 1996 - 20 novembre 2007 : Michael Warfel (Michael William Warfel)[6], nommé évêque de Great Falls-Billings (Montana)
- 20 novembre 2007 - 19 janvier 2009 : vacant
- 19 janvier 2009 - 13 décembre 2016: Edward Burns (Edward James Burns)[7], nommé évêque de Dallas (Texas)
- 11 juillet 2017 - 19 mai 2020 : Andrew Bellisario (Andrew E. Bellisario), CM[8], nommé archevêque d'Anchorage-Juneau lors de la fusion

### Articles liés
- Archidiocèse d'Anchorage-Juneau
- Liste des juridictions catholiques aux États-Unis
- Église catholique aux États-Unis